# Archithosia makomensis
Archithosia makomensis är en fjärilsart som beskrevs av Embrik Strand 1912. Archithosia makomensis ingår i släktet Archithosia och familjen björnspinnare. Inga underarter finns listade i Catalogue of Life.